# حجت‌آباد سفلی (میبد)
حجت‌آباد سفلی یک روستا در ایران است که در شهرستان میبد استان یزد واقع شده‌است. حجت‌آباد سفلی ۴۹۷ نفر جمعیت دارد.

## جمعیت
این روستا در دهستان شهدا قرار دارد و براساس سرشماری مرکز آمار ایران در سال ۱۳۸۵، جمعیت آن ۴۹۷ نفر (۱۴۱ خانوار) بوده‌است.